# Hammarby IF HF
Hammarby IF HF, Hammarby Handboll, är den svenska idrottsföreningen Hammarby IF:s handbollssektion. Från början introducerades sporten i föreningen redan 1939 vilket ännu räknas som sektionens startår, detta trots att denna iteration bara var verksam i fem år. 1970 återupptogs sporten på programmet efter en sammanslagning med Lundens BK. Säsongen 2002/2003 gjorde laget debut i högsta serien där man mellan 2006 och 2008 vann tre raka ligaguld.

Efter att ha klarat sig kvar i kvalet vid två tidigare tillfällen degraderades man säsongen 2018/19 till andradivisionen, detta för första gången i klubbens historia. Det första året där innebar en andraplats efter HK Aranäs, men det tilltänkta kvalet ställdes in med anledning av Coronaviruset och istället vann man serien året därpå.  Sitt andra år tillbaka i Handbollsligan tog sig laget till final i Svenska cupen men föll tyvärr på shootout-straffar efter ett dramatiskt dubbelmöte med skånska IFK Kristianstad.
I laget spelade under några säsonger den 358-faldige landslagsmannen Staffan Olsson. Därefter verkade han som lagets tränare fram till april 2011.

## Historia

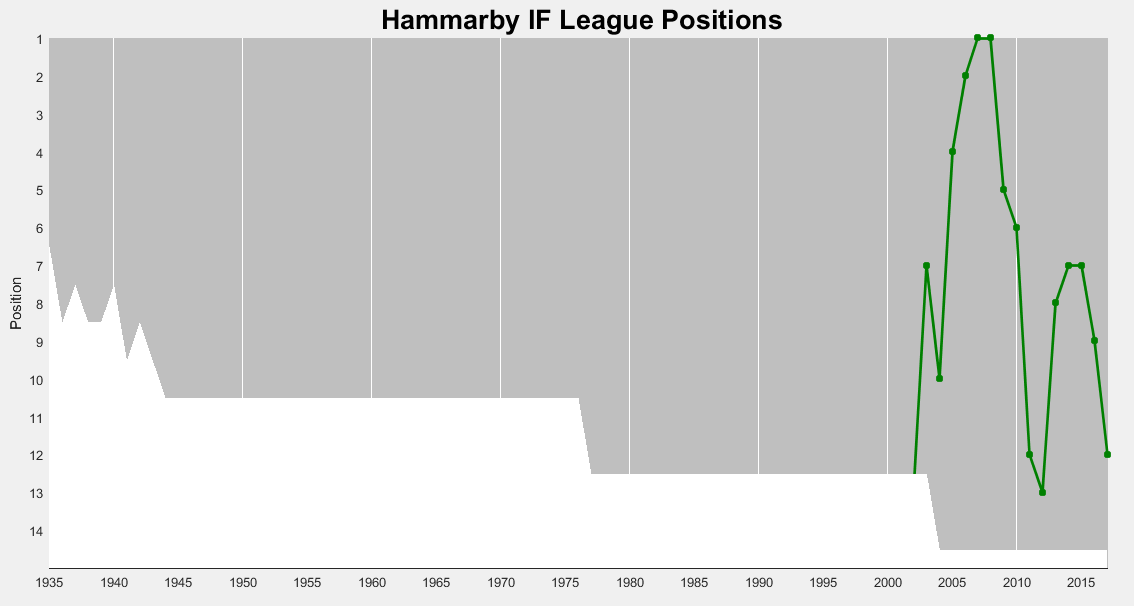
Hammarbys placeringar i högsta serien genom åren

### Tidig historia
Handbollssektionen i Hammarby IF startades ursprungligen 1939 men lades ned efter fem säsonger till följd av bristande intresse. Denna iteration nådde aldrig vad som kunde benämnas elit, även med den tidens mått mätt. Redan under denna period huserade man i då nybyggda Eriksdalshallen. 1970 togs sporten åter upp på programmet genom en sammanslagning med Lundens BK.

### 1970- och 1980-tal
Under följande tjugo år var representationslaget i huvudsak en hobbyverksamhet med få ambitioner om eliten. Många var glada att det bedrevs handbollsspel under Hammarbys fana och nöjde sig där. Mindre galor, bland annat en under sjuttiotalet där man gästades av USA:s landslag, hölls även.

### 1990- och tidigt 00-tal
Mot slutet av nittiotalet verkade det dock hända saker med Hammarby. Laget började dra publik och ledda av tillskotten Magnus Grahn och Lukas Karlsson nådde man snart Handbollsallsvenskan. Fina prestationer i den innebar snart kvalspel till Handbollsligan, dåvarande Elitserien. Hammarby segrade och steg upp till högsta serien 2002.

### Senare 00-tal
2003 anslöt storstjärnan Staffan Olsson till laget. Säsongen 2006 vann Hammarby sitt första SM-guld i handboll när man besegrade IK Sävehof med 34-31 i Scandinavium i Göteborg. Sävehof var regerande mästare för andra året i rad. Säsongen 2007 vann Hammarby sitt andra SM-guld i rad och sitt andra SM-guld någonsin, i finalen mötte laget IFK Skövde och vann med 34–22. Klubben tog sitt tredje raka SM-guld säsongen 2008.
2010-tal och nutid
Säsongen 2018/2019 åkte Hammarby ur Handbollsligan, och spelade sedan två säsonger i Allsvenskan. Andra säsongen, 2020/2021, vann man serien och tog sig upp i Handbollsligan igen. 
2023 gick Hammarby till final i Svenska cupen. Där vann man första mötet borta mot IFK Kristianstad med 31–30. I returen vann Kristianstad ordinarie tid med 31–30, och matchen avgjordes genom shoot-outs som slutade 35–32 till Kristianstad. Det innebar att Hammarby tog en silvermedalj. 2024 tog sig Hammarby åter till final, som spelades i en enda match. Motståndarna Ystads IF vann med 33-32.
2024/2025 åkte man i cupen ut i åttondelsfinal mot IFK Skövde HK med 32-29 borta, men 24-33 hemma, och totalt 56-62. Seriespelet gick desto bättre. I ett ganska jämnt nedre mittenskikt slutade Hammarby på sjunde plats och gick till SM-slutspel, bara fyra poäng före 11:e-placerade Önnereds HK på den första av fyra platser till negativt kval. Men sedan skrällde man rejält med 3-0 i matcher (27-25, 31-26, 31-28) mot serietvåan IFK Kristianstad, och i semifinal 3-1 i matcher (24-21, 35-27, 27-28, 37-23) mot OV Helsingborg - och efter 17 år är man 2025 åter i SM-final!

## Spelartrupp 2023/24
| Nr | Land    | Pos | Namn                  |
| -- | ------- | --- | --------------------- |
| 1  | Sverige | MV  | Linus Bergh           |
| 41 | Finland | MV  | Mikael Mäkelä         |
| 3  | Sverige | M6  | Kevin Johansson Eggan |
| 5  | Sverige | M6  | Alexander Morsten     |
| 7  | Sverige | H9  | Richard Lindström     |
| 9  | Sverige | V6  | Nils Pettersson       |
| 10 | Sverige | H6  | Oliver Wigmark        |
| 11 | Sverige | M9  | Martin Dolk           |
| 13 | Sverige | V9  | Max Gugolz            |

| Nr | Land    | Pos | Namn               |
| -- | ------- | --- | ------------------ |
| 14 | Sverige | M9  | Henrik Olsson      |
| 15 | Sverige | H6  | Johan Nilsson      |
| 17 | Sverige | V6  | Ludvig Lindeberg   |
| 18 | Sverige | H9  | Edwin Aspenbäck    |
| 21 | Sverige | V9  | Anders Wik-Rydberg |
| 22 | Sverige | M9  | Viktor Ahlstrand   |
| 30 | Sverige | V9  | Robin Sanderhem    |
| 46 | Sverige | M9  | Mattias Windahl    |
| 91 | Sverige | M9  | Josef Pujol        |

## Spelare i urval
- Michael Apelgren (2003–2008)
- Daniel Båverud (2004–2010)
- Martin Dolk (2006–2014, 2015–)
- Nicklas Grundsten (2003–2004, 2005–2008)
- Patrik "Pava" Johanson (2006–2009)
- Lukas Karlsson (2000–2007)
- Tobias Karlsson (2003–2008)
- Fredrik Larsson (2005–2009)
- Staffan Olsson (2003–2006)
- Texas Olsson (2005–2007)
- Lucas Pellas (2004–2016)
- Fredric Pettersson (2008–2011)
- Josef Pujol (2005–2016)
- Albin Tingsvall (2007–2011)
- Michael Åström (tidigare Jansson) (2005–2012)

## Meriter
- Svenska mästare 2006, 2007, 2008
- SM-silver 2025
- Silver i Svenska cupen 2023, 2024

## Hemmaarena
Hammarby spelar sina hemmamatcher i Eriksdalshallen. Hallen byggdes under slutet av 1930-talet och invigdes 1941. Eriksdalshallen är belägen vid Ringvägen på Södermalm. En renovering av innandömet gjordes åren 2002 och 2005.
Hallen tar vid normala fall ca 1800 åskådare varav drygt 1300 sittande, men kan byggas ut till en publikkapacitet av ca 2500 åskådare med extraläktare uppställda vid ena kortsidan.

## Säsongsfacit
| Serie                          | Säsong    | Placering                                  | SM-slutspel                |
| ------------------------------ | --------- | ------------------------------------------ | -------------------------- |
| Division 4                     | 1996/1997 | Gratisplats i div. 3 efter serieomläggning | —                          |
| Division 3                     | 1997/1998 | Mittenplacering                            | —                          |
| Division 3                     | 1998/1999 | 1:a                                        | —                          |
| Division 2                     | 1999/2000 | 1:a                                        | —                          |
| Division 1 Norra / Allsvenskan | 2000/2001 | 3:a / 7:a                                  | —                          |
| Division 1 Norra / Allsvenskan | 2001/2002 | 1:a / 6:a                                  | —                          |
| Elitserien                     | 2002/2003 | 7:a                                        | Åkte ut i åttondelsfinal   |
| Elitserien                     | 2003/2004 | 10:a                                       | Ej kvalificerade           |
| Elitserien                     | 2004/2005 | 4:a                                        | Åkte ut i semifinal        |
| Elitserien                     | 2005/2006 | 2:a                                        | Svenska mästare            |
| Elitserien                     | 2006/2007 | 1:a                                        | Svenska mästare            |
| Elitserien                     | 2007/2008 | 1:a                                        | Svenska mästare            |
| Elitserien                     | 2008/2009 | 5:a                                        | Åkte ut i semifinal        |
| Elitserien                     | 2009/2010 | 6:a                                        | Åkte ut i slutspelsgrupp 1 |
| Elitserien                     | 2010/2011 | 12:a                                       | Ej kvalificerade           |
| Elitserien                     | 2011/2012 | 13:e                                       | Ej kvalificerade           |
| Elitserien                     | 2012/2013 | 8:a                                        | Åkte ut i kvartsfinal      |
| Elitserien                     | 2013/2014 | 7:a                                        | Åkte ut i kvartsfinal      |
| Elitserien                     | 2014/2015 | 7:a                                        | Åkte ut i kvartsfinal      |
| Elitserien                     | 2015/2016 | 9:a                                        | Ej kvalificerade           |
| Handbollsligan                 | 2016/2017 | 12:a                                       | Ej kvalificerade           |
| Handbollsligan                 | 2017/2018 | 9:a                                        | Ej kvalificerade           |
| Handbollsligan                 | 2018/2019 | 14:e                                       | Ej kvalificerade           |
| Allsvenskan                    | 2019/2020 | 2:a                                        | —                          |
| Allsvenskan                    | 2020/2021 | 1:a                                        | —                          |
| Handbollsligan                 | 2021/2022 | 7:a                                        | Åkte ut i kvartsfinal      |
| Handbollsligan                 | 2022/2023 | 4:a                                        |                            |

## Huvudtränare
| Namn                             | År        |
| -------------------------------- | --------- |
| Bo Samuelsson                    | 1970–1972 |
| Roger Hedell                     | 1972–1974 |
| Björn Danell                     | 1974–1975 |
| Bertil Damberg                   | 1975–1977 |
| Hilmar Björnsson                 | 1977–1978 |
| Oktavian Fizergon                | 1978–1979 |
| Rolf Söderberg                   | 1980–1982 |
| Dan Roman                        | 1982–1983 |
| Björn Söderlund                  | 1983–1987 |
| Dan Roman                        | 1987–1988 |
| Leif Nordfeldt                   | 1988–1989 |
| Kenneth Sonebäck                 | 1989–1991 |
| Sten Larsson                     | 1991–1993 |
| Perry Brofjorden                 | 1993–1995 |
| Mohammed Garshasebi              | 1995–1997 |
| Michael Lundgren                 | 1997–2000 |
| Magnus "Nollan" Grahn            | 2000–2005 |
| Magnus Grahn och Staffan Olsson  | 2005–2006 |
| Staffan Olsson                   | 2006–2011 |
| Kalle Matsson                    | 2011–2018 |
| Patrik Fahlgren och Erik Larholm | 2018–2019 |
| Patrik Fahlgren                  | 2019–     |